# Deder
Deder är en ort i Etiopien.   Den ligger i regionen Oromia, i den centrala delen av landet, 300 km öster om huvudstaden Addis Abeba. Deder ligger 2 330 meter över havet och antalet invånare är 8 884.
Terrängen runt Deder är huvudsakligen kuperad, men söderut är den bergig. Runt Deder är det tätbefolkat, med 397 invånare per kvadratkilometer. Det finns inga andra samhällen i närheten. Trakten runt Deder består i huvudsak av gräsmarker.